# 장끼전
장끼전(장끼傳)은 작자 미상의 한국 고전소설이다.

## 개요
＜장끼전＞은 엄동설한에 굶주림을 이기지 못한 장끼가 까투리의 만류를 듣지 않고 붉은 콩을 먹다가 덫에 걸려 죽자, 홀로 된 까투리에게 각종 새들이 와서 구혼(求婚)을 하지만, 까투리는 결국 수절(守節)하거나 다른 장끼나 혹은 오리와 재혼(再婚)한다는 내용의 동물 우화소설이다. ‘우화(寓話)’는 간접적·우회적 이야기 방식을 통해 전달하고자 하는 내용을 서술한다. 따라서 직접적으로 말하기 곤란한 일을 표현하기에 적합한 이야기 방식이다. 우화의 방식을 선택한 소설이 우화소설이며 동물을 등장시켜 내용을 전개하는 것이 동물 우화소설이다. 우화소설은 원래 목적성·교훈성을 강하게 드러내는데, 표면적인 이야기와 이면적인 의미 사이의 적절한 간격을 유지함으로써 흥미를 추구하기도 한다. ＜토끼전＞, ＜두껍전＞처럼 동물 세상에서 일어나는 일을 서술하지만, 실제는 인간 세상의 일을 빗대어 표현한 것이 대부분이어서 독특한 재미를 느낄 수 있다. 동물이나 식물 등에 인간의 일을 빗대어 말함으로써 비판하거나 풍자하고자 하는 의도를 우회적으로 은근하게 전달할 수 있고, 또 그러한 의도를 찾아가는 재미가 있기 때문에 우화는 일찍부터 애호되었던 양식이라고 할 수 있다.

## 판소리
＜장끼전＞은 원래 ＜장끼타령＞이란 이름으로 불리던 판소리 작품의 하나였다. 세계문화유산으로 등재되어 그 가치를 새롭게 인정받기도 한 판소리는 이야기를 음악과 몸짓을 통해 표현하는 우리 고유의 예술 양식이다. 오직 북으로만 연주하는 ‘고수’의 반주에 맞추어 ‘창(唱)’이라 불리는 노래와 ‘아니리’라고 불리는 사설을 교대로 엮어가며 ‘발림(또는 너름새)’이라 불리는 몸짓을 덧붙여 가며 이야기를 재미있게 표현하는 공연물이 바로 판소리이다. 흔히 판소리를‘연창(演唱)’한다고 말하는데 이는 연극적인 몸짓[연(演)]과 음악적 표현[창(唱)]을 통해 서사적인 내용을 드러낸다는 뜻이다.
판소리가 절정의 인기를 누리던 19세기 중반 무렵에는 ‘열두 마당’, 즉 12편의 작품이 공연되었지만 이후 인기를 얻지 못한 작품들이 없어지거나 흔적만 남게 되면서 ＜춘향가＞, ＜심청가＞, ＜흥부가＞, ＜수궁가＞, ＜적벽가＞의 ‘다섯 마당’으로 줄어들게 되었다. ＜장끼전＞은 창을 잃은 ‘일곱 마당’ 중 하나에 속한다. 일곱 편의 작품이 창을 잃고 전승 과정에서 탈락하게 된 이유를 정확히 알 수는 없지만, 바람직한 인물의 모습이나 인간다움에 대한 고민을 제대로 보여주지 못했기 때문이라고 추정해 볼 수 있다. 일곱 편이 대개 지나치게 기괴한 내용을 보이거나 정상적이지 못한 인물의 모습을 보여주는 경우가 많았기 때문인데, ＜장끼전＞의 장끼 역시 꽤나 뒤틀린 성격을 지닌 바람직하지 않은 인물로 그려져 있다. 특이한 인물이나 내용의 이야기가 한때는 흥미를 끌 수 있지만, 오래 두고 즐길만하지는 못하기 때문에 점차 전승의 과정에서 탈락한 것으로 보인다.
＜장끼전＞이 판소리로 공연되었다는 사실은 관극시를 통해 확인할 수 있다. 관극시(觀劇詩)는 당시 판소리를 감상한 느낌이나 작품의 내용을 양반이 한시로 써놓은 것인데, ＜장끼전＞의 경우 송만재(宋晩載)나 이유원(李裕元)에 의해 한시로 재구성되었다.

- 푸른 꽁지 수놓은 가슴 장끼와 까투리
- 밭이랑에 흐트러진 낟알, 의심스런 붉은 콩
- 한 번 쪼다 덫에 걸려 푸드덕거리네
- 추운 산 바싹 마른 가지에 눈 덮인 때에

- 靑楸繡臆雉雄雌
- 留畝蓬科赤豆疑
- 一啄中機紛幷落
- 寒山枯樹雪殘時

— 송만재, ≪관우희≫ 중

- 눈 쌓인 온 산에 새조차 날지 않는데
- 꿩들이 어지러이 내려앉아 셀 수도 없네
- 아녀자의 간곡한 부탁 저버리고
- 구복이 구구해 덫을 건드렸구나

- 雪積千山鳥不飛
- 華蟲亂落計全非
- 抛他兒女丁寧囑
- 口腹區區觸駭機

— 이유원, ≪관극팔령≫ 중

관극시에 나타난 ＜장끼전＞에는 장끼가 덫에 걸려 죽게 된 부분까지만 나온다. 관극시가 비록 넉 줄짜리 짧은 한시이지만 중심 내용을 빠짐없이 잘 담아낸다는 점을 고려할 때, 송만재나 이유원의 관극시에 나타난 ＜장끼전＞의 내용에 까투리의 재혼과 관련된 언급이 없다는 사실은 매우 중요해 보인다. 왜냐하면 장끼의 장례식에 문상 온 뭇 새들이 까투리에게 재혼을 요구하는 ＜장끼전＞의 후반부에서 까투리가 보이는 반응이 여러 이본의 각편(各篇)마다 서로 다른 모습으로 나타나기 때문이다. 부유한 인물로 그려진 오리의 억지 혼인 요구를 거부하며 수절하는 결말이 많은 편이지만, 오리와 재혼하는 결말도 없지 않다. 또는 오리의 억혼은 거부하지만 홀아비 장끼나 젊은 장끼를 따라가는 경우도 있고, 뭇 새의 협박에 못 이겨 자살을 택하는 경우도 있다. 결말이 다양하게 나타나면 나타날수록 작품의 주제 역시 다양하게 나타날 수밖에 없으므로, 결국 다양한 결말만큼이나 다양한 주제를 지닌 ＜장끼전＞이 존재하게 되는 것이다.

## 다양한 결말
이처럼 결말이 다양하게 나타날 수 있었던 것은 이 작품이 과부의 재가 문제를 다룬 동물 우화였기 때문일 것이다. 우화에는 여러 의미가 겹쳐 있어서 다양한 해석이 가능하기 마련인데 ＜장끼전＞ 역시 동물의 생태적 속성과 중첩되면서 여러 가지 의미를 낳았던 것 같다. 게다가 과부의 ‘재혼’이라는 관심거리가 중심 문제로 다루어졌기 때문에 독자의 입장과 처지에 따라 다양한 해석이 나올 수 있었고, 이것이 작품에 대한 관심을 키웠을 것이다. 말하자면, 졸지에 과부가 된 까투리가 절박한 상황에서 행해야만 했던 ‘선택의 향방’을 둘러싼 당대인들의 지대한 관심과 그 관심이 반영된 필사(筆寫)라는 ‘향유 행위’로 인해 ＜장끼전＞의 각편이 활발하게 만들어지고 전승되었다고 할 수 있다.
‘필사(筆寫)’는 매우 적극적인 향유 행위라고 할 수 있다. 우리 조상들은 작품을 향유할 때 단순히 읽거나, 남이 읽어 주는 것을 듣기만 하지 않았다. 다른 이에게서 책을 빌려다 직접 붓으로 베끼는 필사본을 만들어 내는 경우가 많았는데, 단순한 베끼기에 그치지 않고 자기의 독서 체험이나 향유 경험을 발휘하여 작품의 내용을 개작하는 경우도 많았다. 필사를 하는 과정에서 마음에 들지 않는 부분이 있으면 삭제하거나 다른 본을 참조하여 고치기도 하였으며, 아예 새롭게 창작하는 경우도 적지 않았다. ＜장끼전＞은 판소리로 공연되었기에 특정 작가가 없었고, 우화라는 속성도 지니고 있었으므로 필사의 과정에서 다양한 결말이 생겨날 가능성이 높았다고 생각된다.
이처럼 다양한 유형의 필사본이 생성·유통·향유된 결과 현재 알려진 ＜장끼전＞의 각편은 60여 종에 달한다. 이들 중 작품의 전개와 결말이 전적으로 유사한 것은 활자본 계열을 제외하고는 거의 없다고 해도 과언이 아닐 정도인데, 이는 이 작품에 쏠렸던 관심이 생각보다 많았던 증거라고 할 수 있다. 따라서 ＜장끼전＞의 결말을 ‘개가 허용’−‘개가 금지’로 구분하거나, 또는 ‘개가 유형’−‘개가 삭제 유형’ 등으로 나누어보는 것은 바람직하지 않다고 할 수 있다. 작품의 원래 형태가 ‘개가’였는지 ‘수절’이었는지는 지금으로서는 알 수 없고, 오히려 ‘개가’의 유형과 ‘수절’의 유형이 동시에 존재했을 가능성까지 있어 보이기 때문이다. 송만재나 이유원의 관극시에 작품의 후반부가 언급되지 않은 것은 이러한 상황을 반영하는 것이 아닌가 조심스럽게 추정해 본다.
이 책은 1922년에 대창서관에서 출판한 활자본 ≪쟝끼전≫을 주 대본으로 하되 여러 필사본도 부분적으로 참고하였으며, 원문을 현대어 표현으로 다듬고 주석을 붙였다. 원전의 분량이 많지 않은 편이어서 크게 보태거나 빼지 않고 전문(全文)을 실었다. 또한 원전의 맛을 느끼는 데 도움이 될까 하여 작품의 원문을 그대로 활자로 옮겨 실었다. 중세 국어 표기법이 다소 생소하겠지만, 현대어 표현과 대비하거나, 주석을 참조하면 훨씬 더 재미있게 작품을 감상할 수 있을 것이라 기대한다.
대본으로 삼은 대창서관본은 까투리가 홀아비 장끼를 만나 행복하게 사는 결말을 보이며, 작품의 내용 전개가 자연스럽고 문체도 간결한 편이다. 60여 종의 ＜장끼전＞ 각편이 모두 다 중요하지만, 그래도 재가를 하는 결말을 보이는 계통에서는 대창서관본이 가장 완성도가 높다고 생각되어 선택하였다. 다만, 까투리가 재혼 상대를 선택하는 대목은 고려대학교 도서관 소장본 ＜자치가라＞를 참고하여 손질하였다. 재가의 이유를 밝히는 부분이 더 자연스럽게 구성되었다고 판단하였기 때문이다.
또한 까투리가 수절을 택하는 경우, 까투리가 뭇 새의 청혼을 거부하고 동해로 떠나는 경우, 오리와 재혼하는 경우 등 서로 다른 결말을 보이는 각편을 골라 해당 부분을 뒤쪽에 따로 실었다. 실제 대부분의 ＜장끼전＞ 각편들은 장끼가 죽는 대목까지는 큰 차이를 보이지 않는다. 장끼의 장례식장에 나타난 뭇 새들이 까투리를 차지하고자 다투는 대목에서부터 조금씩 차이를 보이다가, 오리가 나타나 까투리에게 억지 혼인을 요구하는 대목 이후에서 가장 큰 차이를 보인다. 결말이 달라진다는 것은 작품의 주제가 달라진다는 것을 뜻한다. ＜장끼전＞의 다양한 결말 양상을 살펴보는 것은 결국 ＜장끼전＞의 주제를 다양하게 인식했던 당대인들의 적극적이고 능동적인 작품 향유의 실상을 살펴보는 흥미로운 경험이라고 할 수 있다.